# Сезон ФК «Поділля» 2024—2025
Сезон ФК Поділля 2024—2025 — 3-й підряд сезон хмельницького футбольного клубу «Поділля» в першій лізі. Також команда брала участь у змаганнях Кубка України. 

## Склад команди
Станом на 2 квітня 2025 
| № у команді  | Ім'я                       | Національність | Позиція  | Дата народження (вік)          |
| Воротарі     | Воротарі                   | Воротарі       | Воротарі | Воротарі                       |
| ------------ | -------------------------- | -------------- | -------- | ------------------------------ |
| 1            | Валерій Юрчук              | Україна        | ВР       | 12 квітня 1990 (вік 34 роки)   |
| 99           | Євген Кондратюк            | Україна        | ВР       | 10 грудня 2000 (вік 24 роки)   |
| 12           | Дмитро Фастов              | Україна        | ВР       | 07 січня 1997 (вік 27 років)   |
| 55           | Антон Задарейко            | Україна        | ВР       | 03 квітня 1999 (вік 25 років)  |
| Захисники    |                            |                |          |                                |
| 6            | Олександр-Насімі Сєрафімов | Україна        | ЗХ       | 03 червня 2005 (вік 19 років)  |
| 22           | Сергій Заєць               | Україна        | ЗХ       | 03 жовтня 2001 (вік 23 роки)   |
| 39           | Денис Балан                | Україна        | ЗХ       | 18 серпня 1993 (вік 31 рік)    |
| 33           | Олег Веремієнко            | Україна        | ЗХ       | 13 лютого 1999 (вік 26 років)  |
| 19           | Владислав Шкіндер          | Україна        | ЗХ       | 29 грудня 1998 (вік 26 років)  |
| 44           | Богдан Ковальчук           | Україна        | ЗХ       | 20 червня 2006 (вік 18 років)  |
| 17           | Владислав Чушенко          | Україна        | ЗХ       | 27 жовтня 2000 (вік 24 роки)   |
| 4            | Валентин Корешков          | Україна        | ЗХ       | 17 лютого 2000 (вік 25 років)  |
| 27           | Володимир Швець            | Україна        | ЗХ       | 27 квітня 2004 (вік 20 років)  |
| Півзахисники |                            |                |          |                                |
| 2            | Павло Савчук               | Україна        | ПЗ       | 16 квітня 2005 (вік 19 років)  |
| 15           | Андрій Кухарук             | Україна        | ПЗ       | 13 грудня 1995 (вік 29 років)  |
| 11           | Орест Панчишин             | Україна        | ПЗ       | 10 червня 2000 (вік 24 роки)   |
| 14           | Антон Савін                | Україна        | ПЗ       | 07 лютого 1990 (вік 35 років)  |
| 18           | Давронбек Азізов           | Україна        | ПЗ       | 13 липня 2000 (вік 24 роки)    |
| 10           | Максим Куліш               | Україна        | ПЗ       | 31 січня 1999 (вік 26 років)   |
| 16           | Андрій Вільховий           | Україна        | ПЗ       | 16 вересня 2005 (вік 19 років) |
| 77           | Олександр Сніжко           | Україна        | ПЗ       | 20 серпня 1996 (вік 28 років)  |
| 5            | Назар Лис                  | Україна        | ПЗ       | 14 травня 2006 (вік 18 років)  |
| 29           | Оробець Іван Дмитрович     | Україна        | ПЗ       | 03 грудня 2003 (вік 21 рік)    |
| Нападники    |                            |                |          |                                |
| 13           | Євгеній Профатило          | Україна        | НП       | 27 травня 2005 (вік 19 років)  |
| 46           | Ярослав Квасов             | Україна        | НП       | 05 березня 1992 (вік 33 роки)  |
| 99           | Вадим Шаврін               | Україна        | НП       | 15 травня 2001 (вік 23 роки)   |
| 37           | Назар Гамолов              | Україна        | НП       | 30 січня 2006 (вік 19 років)   |
| 9            | Віталій Гемега             | Україна        | НП       | 10 січня 1994 (вік 31 рік)     |

## Передсезонні товариські матчі
| 19.06.2024 | «Поділля»                              | 3 — 0 | «Колос» Полонне | Хмельницький       |  |
| 16:00 EET  | Костенко 46' Обаміна 60' Сєрафімов 74' |       |                 | Стадіон: Локомотив |  |

| 22.06.2024 | «Поділля» | 0 — 4 | «Агробізнес»                                      | Хмельницький       |  |
| 16:00 EET  |           |       | Кузьмин 15' (пен.) Глоба 31' Фомін 49' Теплий 55' | Стадіон: «Поділля» |  |

| 26.06.2024 | «Буковина»                     | 3 — 1 | «Поділля»   | Чернівці            |  |
| 16:00 EET  | н.д (аг.) 59' Тищенко 90, 102' |       | Боженар 85' | Стадіон: «Буковина» |  |

| 06.07.2024 | «Агробізнес»                      | 3 — 0 | «Поділля» | Волочиськ         |  |
| 12:00 EET  | Волков 14' Білий 51' Гавршуко 60' |       |           | Стадіон: «Юність» |  |

| 08.07.2024 | «Поділля»   | 1 — 0 | «Скала 1911» | Хмельницький       |  |
| 17:00 EET  | Боженар 63' |       |              | Стадіон: «Поділля» |  |

| 12.07.2024 | «Поділля» | 3 — 3 | «Нива» | Хмельницький       |  |
| 17:00 EET  |           |       |        | Стадіон: «Поділля» |  |

| 17.07.2024 | «Поділля»                        | 3 — 0 | «Звягель» | Хмельницький       |  |
| 13:00      | Гемега 60' Кулакевич 69' гнп 79' |       |           | Стадіон: «Поділля» |  |

## Змагання

### Перша ліга

#### Перший етап
| М | Команда       | І  | В | Н | П | РМ    | О  |
| - | ------------- | -- | - | - | - | ----- | -- |
| 1 | «Епіцентр»    | 14 | 8 | 5 | 1 | 21−7  | 29 |
| 2 | «Агробізнес»  | 14 | 9 | 1 | 4 | 16−13 | 28 |
| 3 | «Металіст»    | 14 | 6 | 4 | 4 | 20−11 | 22 |
| 4 | «Буковина»    | 14 | 5 | 5 | 4 | 11−11 | 20 |
| 5 | «Нива»        | 14 | 4 | 4 | 6 | 13−17 | 16 |
| 6 | ФК «Минай»    | 14 | 4 | 4 | 6 | 12−20 | 16 |
| 7 | «Прикарпаття» | 14 | 3 | 4 | 7 | 14−18 | 13 |
| 8 | «Поділля»     | 14 | 1 | 5 | 8 | 9−19  | 8  |
| — | ФК «Хуст»     | —  | — | — | — | —     | —  |

ФК «Хуст» виключено зі змагань згідно з постановою Центральної ради ПФЛ № 16 від 9 вересня 2024 року, результати матчів за участю команди анульовані.
Позначення:

### Матчі
| 1-й тур 08.08.2024 | «Поділля»  | 1 — 0 (Матч скасовано) | «Хуст»         | Хмельницький                                           |  |
| 15:30 EET 25°C     | Гемега 13' | Протокол               | Лучка 28', 65' | Стадіон: «Поділля» Глядачі: 600 Суддя: Титов Олександр |  |

| 2-й тур 17.08.2024 | «Металіст» | 1 — 1    | «Поділля»    | Ужгород                                              |  |
| 16:30 EET 28°C     | Сніжко 48' | Протокол | Кайдалов 67' | Стадіон: «Авангард» Глядачі: 100 Суддя: Труба Сергій |  |

| 3-й тур 25.08.2024 | «Поділля» | 0 — 1    | «Буковина» | Хмельницький                                           |  |
| 15:30 32°C         |           | Протокол | Дудник 50' | Стадіон: «Поділля» Глядачі: 631 Суддя: Скрипник Максим |  |

| 4-й тур 01.09.2024 | «Минай» | 0 — 0    | «Поділля» | Минай                                                    |  |
| 16:00 EET 32°C     |         | Протокол |           | Стадіон: Минай-Арена Глядачі: 450 Суддя: Титов Олександр |  |

| 5-й тур 11.09.2024 | «Поділля»             | 2 — 2    | «Прикарпаття»                 | Хмельницький                                          |  |
| 15:00 EET 26°C     | Шаврін 52, 89' (Пен.) | Протокол | Цюцюра 54' (Пен.), 58' (Пен.) | Стадіон: «Поділля» Глядачі: 627 Суддя: Богатир Микита |  |

| 6-й тур 11.09.2024 | «Агробізнес»      | 1 — 0    | «Поділля» | Волочиськ                                           |  |
| 15:15 EET 21°C     | Войтіховський 56' | Протокол |           | Стадіон: «Юність» Глядачі: 400 Суддя: Фірсов Максим |  |

| 8-й тур 21.09.2024 | «Поділля»  | 1 — 0    | «Нива» | Хмельницький                                            |  |
| 14:00 EET 25°C     | Шаврін 71' | Протокол |        | Стадіон: «Поділля» Глядачі: 634 Суддя: Подригуля Сергій |  |

| 9-й тур 28.09.2024 | «Епіцентр»                 | 2 — 1    | «Поділля»  | Кам'янець Подільський                                                 |  |
| 14:00 EET 27°C     | Ліповуз 49' Бендженарі 61' | Протокол | Сніжко 65' | Стадіон: ім. Григорія Тонкочеєва Глядачі: 1600 Суддя: Кузовлєв Дмитро |  |

| 10-й тур 04.10.2024 | «Хуст» | Матч скасовано | «Поділля» | Хуст               |  |
|                     |        |                |           | Стадіон: «Карпати» |  |

| 11-й тур 09.10.2024 | «Поділля» | 0 — 3    | «Металіст»                            | Хмельницький                                            |  |
| 13:00 EET 18°C      |           | Протокол | Ісаєнко 47' Чідомере 72' Горяінов 88' | Стадіон: «Поділля» Глядачі: 476 Суддя: Козорог Крістіна |  |

| 12-й тур 13.10.2024 | «Буковина»   | 1 — 1    | «Поділля»          | Чернівці                                             |  |
| 14:30 15°C          | Безуглий 49' | Протокол | Безуглий (аг.) 72' | Стадіон: «Буковина» Глядачі: 1500 Суддя: Сташук Ігор |  |

| 13-й тур 19.10.2024 | «Поділля» | 0 — 1    | «Минай»     | Хмельницький                                          |  |
| 14:30 EET 10°C      |           | Протокол | Ременяк 18' | Стадіон: «Поділля» Глядачі: 423 Суддя: Липко Мирослав |  |

| 14-й тур 27.10.2024 | «Прикарпаття»      | 2 — 0    | «Поділля» | Івано-Франківськ |  |
| 12:00 EET 13°C      | Кос 36' Цюцюра 56' | Протокол |           | Стадіон: «Рух»   |  |

| 15-й тур 03.11.2024 | «Поділля»         | 1 — 1    | «Агробізнес» | Хмельницький                                           |  |
| 12:00 EET 3°C       | Бариляк (аг.) 12' | Протокол | Толочко 43'  | Стадіон: «Поділля» Глядачі: 256 Суддя: Леськів Ярослав |  |

| 17-й тур 16.11.2024 | «Нива»                                 | 2 — 1    | «Поділля»                        | Тернопіль                                                      |  |
| 14:00 EET 7°C       | Різник 30, 60' (пен.) Мендрук 90', 96' | Протокол | Шаврін 88' (пен.) Веремієнко 90' | Стадіон: ім. Романа Шухевича Глядачі: 300 Суддя: Фірсов Максим |  |

| 18-й тур 23.11.2024 | «Поділля»     | 1 — 2    | «Епіцентр»                   | Хмельницький                                           |  |
| 13:00 EET 2°C       | Оробець 90+4' | Протокол | Кравчук 19', 85' Ліповуз 83' | Стадіон: «Поділля» Глядачі: 457 Суддя: Запрутняк Вадим |  |

### Другий етап
| М  | Команда            | І  | В | Н | П  | РМ    | О  |
| -- | ------------------ | -- | - | - | -- | ----- | -- |
| 9  | «Вікторія»         | 24 | 9 | 9 | 6  | 32−17 | 36 |
| 10 | «Прикарпаття»      | 24 | 8 | 8 | 8  | 32−28 | 32 |
| 11 | «Нива»             | 24 | 8 | 8 | 8  | 28−27 | 32 |
| 12 | ФК «Минай»         | 24 | 8 | 6 | 10 | 26−30 | 30 |
| 13 | «Фенікс-Маріуполь» | 24 | 8 | 4 | 12 | 26−34 | 28 |
| 14 | МФК «Металург»     | 24 | 6 | 8 | 10 | 24−35 | 26 |
| 15 | «Поділля»          | 24 | 5 | 9 | 10 | 22−28 | 24 |
| 16 | «Діназ»            | 24 | 3 | 8 | 13 | 19−46 | 17 |
| 17 | «Кремінь»          | 24 | 3 | 5 | 16 | 14−45 | 14 |

Позначення:

### Матчі
| Плей-оф 30.03.2025 | «Металург» | 1 — 2    | «Поділля»                       | Запоріжжя                                                   |  |
| 12:00 EET 11°C     | Нехтій 90' | Протокол | Савін 1' Кухарук 16' Шаврін 47' | Стадіон: «Славутич-Арена» Глядачі: 0 Суддя: Скрипник Максим |  |

| Плей-оф 06.04.2025 | «Поділля»     | 1 — 1    | «Вікторія»     | Хмельницький                                           |  |
| 13:00 EET 1°C      | Профатило 88' | Протокол | Сасовський 49' | Стадіон: «Поділля» Глядачі: 250 Суддя: Титов Олександр |  |

| Плей-оф 13.04.2025 | «Фенікс-Маріуполь» | 0 — 2    | «Поділля»              | Львів                                              |  |
| 13:00 EET 18°C     |                    | Протокол | Савін 37' Азізов 90+3' | Стадіон: «Скіф» Глядачі: 150 Суддя: Мирослав Липко |  |

| Плей-оф 19.04.2025 | «Поділля»   | 1 — 1    | «Кремінь»               | Хмельницький                              |  |
| 12:30 EET 19 °C    | Кухарук 22' | Протокол | Колосков 37' Молько 85' | Стадіон: «Поділля» Суддя: Запртуняк Вадим |  |

| Плей-оф 26.04.2025 | «Діназ» | 1 — 1    | «Поділля» | Демидів                                            |  |
| 13:30 EET          |         | Протокол |           | Стадіон: «Діназ» Глядачі: 0 Суддя: Дмитро Кузовлєв |  |

| Плей-оф 02.04.2025 | «Поділля»                           | 2—3      | «Металург»                                                        | Хмельницький                                           |  |
| 12:30 EET 19°C     | Савін 10' Швець 75' Профатило 90+1' | Протокол | Блізніченко (пен) 27' Фальковський 36' Блізніченко 76' Козлов 83' | Стадіон: «Поділля» Глядачі: 430 Суддя: Фірсаков Максим |  |

| Плей-оф 10.05.2025 | «Вікторія» | 0 — 1    | «Поділля»  | Бориспіль                                |  |
| 13:00 EET 12°C     |            | Протокол | Квасов 39' | Стадіон: «Колос» Суддя: Осауленко Дмитро |  |

| Плей-оф 17.05.2025 | «Поділля»  | 1 — 2    | «Фенікс-Маріуполь»         | Хмельницький                                          |  |
| 12:00 EET 11°C     | Шаврін 63' | Протокол | Богданов 40' Непейпієв 62' | Стадіон: «Поділля» Глядачі: 470 Суддя: Дьордь Назарій |  |

| Плей-оф 23.05.2025 | «Кремінь» | 0 — 2    | «Поділля»            | Горішні Плавні                                      |  |
| 13:00 EET 24 °C    |           | Протокол | Шаврін 24' Савін 27' | Стадіон: «Юність» Глядачі: 0 Суддя: Тельбух Людмила |  |

| Плей-оф 30.05.2025 | «Поділля» | 0 — 0    | «Діназ» | Хмельницький                                      |  |
| 13:00 EET 12 °C    |           | Протокол |         | Стадіон: «Поділля» Глядачі: 570 Суддя: Салаш Іван |  |

### Плей-оф за місце в першій лізі
| Плей-оф за місце в першій лізі 04.06.2025 | «Колос-2» | 0 — 2    | «Поділля»             | Буча                                    |  |
| 12:00 EET 23 °C                           |           | Протокол | Балан 19' Шкіндер 49' | Стадіон: «Ювілейний» Суддя: Сташук Ігор |  |

| Плей-оф за місце в першій лізі 08.06.2025 | «Поділля»      | 1 — 0    | «Колос-2» | Хмельницький                                      |  |
| 12:00 EET 32° C                           | Веремієнко 58' | Протокол |           | Стадіон: «Поділля» Глядачі: 650 Суддя: Когут Олег |  |

### Кубок України
| Перший попередній етап 03.08.2024          | «Ревера 1908»          | 2 — 2 (д.ч.) (2 — 4 пен.)                    | «Поділля»                               | Івано-Франківськ   |  |
| 15:00 EET                                  | Пащак 37' Угринюк 120' |                                              | Оробець 74' Костенко 93' Кулакевич 112' | Стадіон: «ІФНТУНГ» |  |
|                                            |                        | Пенальті                                     |                                         |                    |  |
| Максименко · Школьний · Кукурудз · Неледва |                        | Цибульник · Веремієнко · Костенко · Корешков |                                         |                    |  |

| Другий попередній етап 12.08.2024 | «Поділля» | 0 — 1 | ЮКСА        | Хмельницький       |  |
| 15:00 EET                         |           |       | Дебелко 31' | Стадіон: «Поділля» |  |

## Міжсезонні товариські матчі
| 31.01.2025 | «Поділля»  | 1 — 0 | «Нива» | Хмельницький     |  |
| 14:00 EET  | Шаврін 80' |       |        | Стадіон: ДЮСШ №1 |  |

| 08.02.2025 | «Нива»                  | 2 — 2 | «Поділля»            | Вінниця           |  |
| 13:00 EET  | Мельник 34' Борячук 59' |       | Лис 37' Костенко 51' | Стадіон: НТБ Ниви |  |

| 16.02.2025 | «Поділля»    | 1 — 0 | «Агробізнес» | Хмельницький     |  |
| 13:00 EET  | Корешков 88' |       |              | Стадіон: ДЮСШ №1 |  |

| 19.02.2025 | «Металіст 1925» | 0 — 0 | «Поділля» | Винники            |  |
| 14:30 EET  |                 |       |           | Стадіон: НТБ «Рух» |  |

| 27.02.2025 | «Нива» | 0 — 2 | «Поділля»              | Вінниця           |  |
| 13:00 EET  |        |       | Гемега 21' Чушенко 30' | Стадіон: НТБ Ниви |  |

| 05.03.2025 | «Поділля»               | 2 — 2 | «Пробій»                     | Винники            |  |
| 16:00 EET  | Шаврін 33' Корешков 52' |       | Харук 8' Профатило 88' (аг.) | Стадіон: НТБ «Рух» |  |

| 08.03.2025 | «Поділля»  | 1 — 2 | «Лісне»                 | Винники            |  |
| 16:00 EET  | Квасов 54' |       | Куба 31' Янковський 36' | Стадіон: НТБ «Рух» |  |

| 10.03.2025 | «Поділля»  | 1 — 1 | «Лісне»        | Винники            |  |
| 10:45 EET  | Квасов 35' |       | Янковський 85' | Стадіон: НТБ «Рух» |  |

| 14.03.2025 | «Поділля» | 0 — 0 | «Куликів-Білка» | Винники            |  |
| 11:00 EET  |           |       |                 | Стадіон: НТБ «Рух» |  |

| 21.03.2025 | «Полісся» | 0 — 0 | «Поділля» | Житомир              |  |
| 14:00 EET  |           |       |           | Стадіон: НТБ Полісся |  |

1. ↑  Поділля - Гравці і склад команди ⚽ Список гравців і тренерів. Процитовано 7 квітня 2025.